# Unter
Der Unter, auch Wenzel bzw. Wenz, schweizerisch auch Under, ist eine Spielkartenfigur und ein Kartenwert im deutschen Blatt, dem im französischen Blatt der Bube entspricht. Unter leitet sich von Untergebener, Knecht, ab. Für die bildliche Darstellung werden meist Motive von einfachen Rittern oder gar Bauern gewählt (im Unterschied zum französischen Blatt, wo meist wohlhabendere Edelleute dargestellt sind). Mit den vier Unter enthaltenden Spielkarten spielt man u. a. Skat, Jass, Maumau, Schnapsen, Watten, Bayerisches Tarock und Schafkopf, während in den Karten für Gaigel und Doppelkopf acht Unter enthalten sind. Im Skatspiel mit deutschem Blatt, beim Deutschen Schafkopf sowie beim Jass (schweizerdeutsches und österreichisches Blatt) sind Unter die höchsten Trumpfkarten.

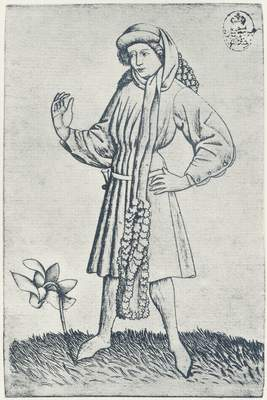
Frühe Darstellung: Blumen-Unter, Mitte 15. Jh.
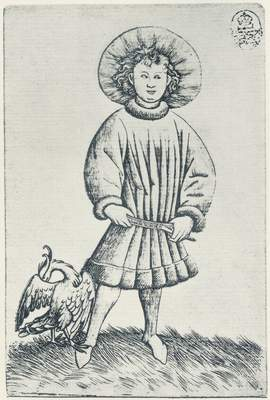
Frühe Darstellung: Vogel-Unter, Mitte 15. Jh.
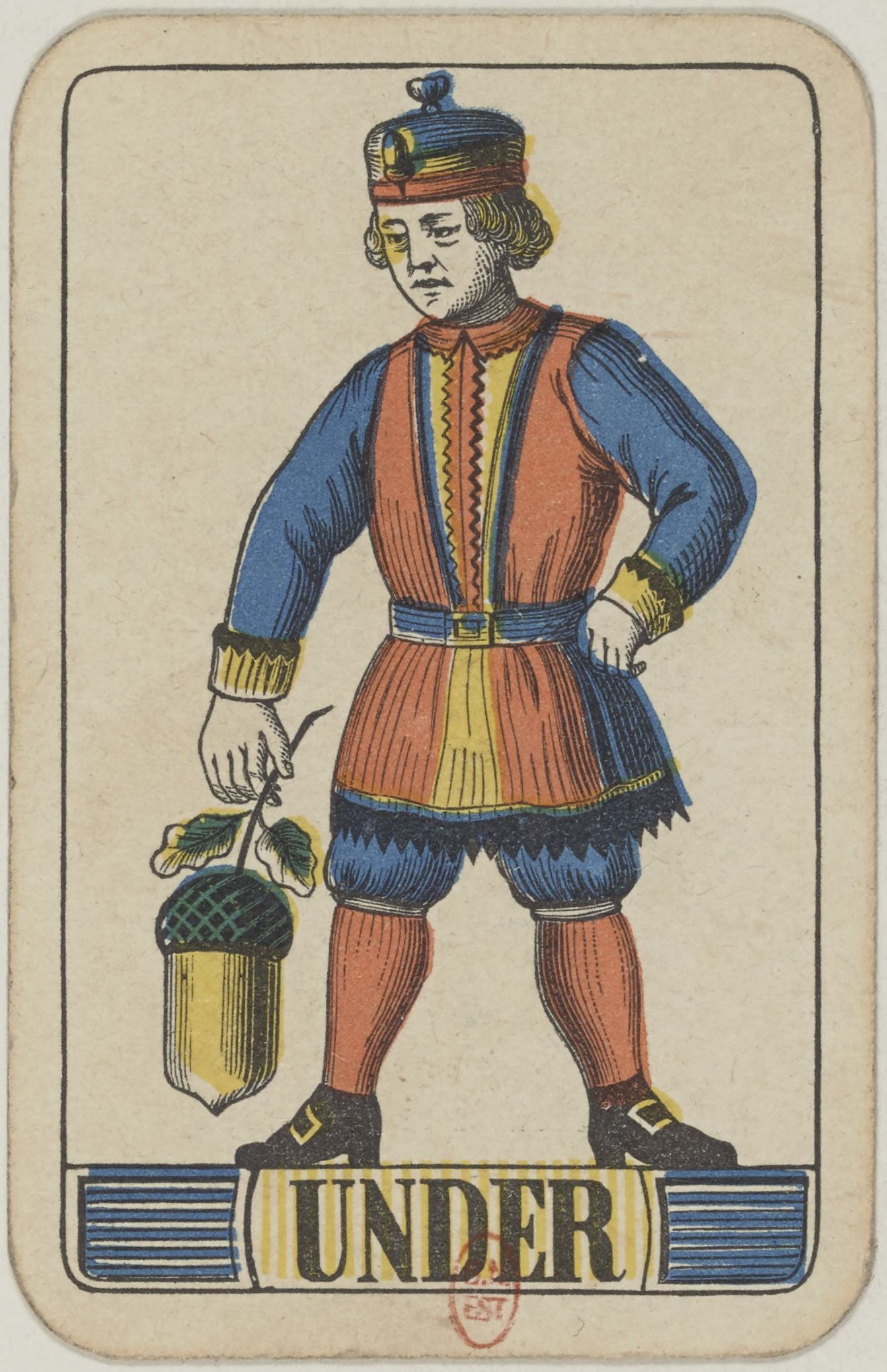
Ein Under der Farbe Eichel in einem deutschschweizer Blatt, um 1850
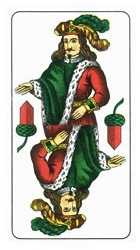
Ein Unter der Farbe Eichel in einem sächsischen Blatt. Anders als beim Ober sind die Eicheln mittig angeordnet.